# Chiese evangeliche riformate battiste in Italia
Le Chiese evangeliche riformate battiste in Italia sono un gruppo di Chiese protestanti formatosi il 25 aprile 2006 per costituire un polo riformato ed evangelicale di comunione ecclesiale basato su una confessione di fede (1689) della Riforma protestante.
Il gruppo è attualmente composto da Chiese che si riconoscono in una associazione detta CERBI. Altre Chiese stanno entrando a fare parte del gruppo. Le Chiese aderenti si riconoscono nel protestantesimo rappresentato dall'Alleanza evangelica italiana (AEI) e dall'Alleanza di Chiese cristiane evangeliche in Italia (ACCEI).

## Principi confessionali
Le Chiese evangeliche riformate battiste in Italia si rifanno alla tradizione riformata (confessione di fede battista del 1689). Sono chiese protestanti che si sentono in continuità con l'eredità della Riforma come promossa da Martin Lutero, Giovanni Calvino, Pietro Martire Vermigli e, successivamente, da John Knox, Giovanni Diodati, Roger Williams. Sostengono inoltre il principio di divisione tra Stato e Chiesa e la necessità di vivere una fede impegnata tanto nella trasformazione spirituale che sociale dell'Italia.
Le chiese evangeliche riformate battiste italiane riconoscono:
- la confessione di fede battista del 1689;
- la dichiarazione di Cambridge del 1996;
- l'importanza della pratica della lettura delle Sacre Scritture. Questa sottolinea come la "rivelazione" sia in progressione continua ed esclude la divisione tra Israele e la Chiesa, ciò che invece fa il dispensazionalismo;
- l'importanza di stabilire e mantenere una relazione costruttiva tra mandato culturale delle origini e quello missionario perché la vocazione sia possibile in ciascuno dei molti ambiti della vita umana;
- l'importanza sia di favorire l'indipendenza delle singole chiese sia di promuovere la collaborazione in aree di comune interesse (formazione, missione, diaconia) nell'ottica di un congregazionalismo di comunione.

## Impegno pubblico per un progresso sociale e culturale

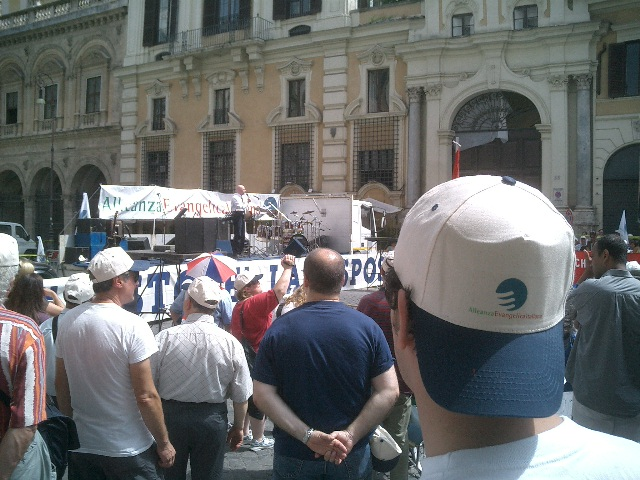
Raduno per la libertà religiosa organizzato dall'AEI (Roma, 23 giugno 2007)

Le Chiese evangeliche riformate battiste in Italia sono impegnate per un vero progresso sociale e culturale dell'Italia sotto il profilo del pluralismo e della laicità delle istituzioni statali. L'impegno sul fronte della promozione della laicità ai vari livelli della società avviene attraverso la partecipazione alle iniziative dell'Alleanza evangelica italiana. Alcuni membri sono anche impegnati nel Comitato insegnanti evangelici italiani(CIEI) per la promozione di un'educazione pubblica pienamente pluralista e contro ogni forma di discriminazione religiosa nelle scuole di stato. Alcuni membri sono attivi nell'ambito delle pubblicazioni tramite la casa editrice Alfa&Omega. Altri membri sono attivi nel Centro studi di etica e bioetica (CSEB) che punta ad elaborare una visione evangelica su temi etici dibattuti (globalizzazione, eutanasia, omosessualità, embrione, internet). Questa particolare attenzione per le questioni culturali o "di sistema" riflette l'influenza del neocalvinismo olandese e di centri di ricerca come l'Istituto di formazione evangelica e documentazione (IFED) che da oltre vent'anni solleva questioni di rilevanza culturale tramite convegni, dibattiti e studi.

## La priorità delle Chiese evangeliche riformate battiste in Italia
Una delle priorità delle Chiese evangeliche riformate battiste rimane l'evangelizzazione dell'Italia. (Incontro della Compagnia degli anziani, Vicenza, 22 ottobre 2006) e ribadito all'ultima agape dal titolo "L'evangelizzazione recuperata" (Bologna, 25 aprile 2007). Come conseguenza di questa convinzione, nel 2010 è stata piantata una nuova chiesa riformata battista nel centro di Roma e sono in corso progetti per piantare due altre chiese entro il 2015. L'enfasi posta dalle Chiese riformate battiste italiane sulla necessità imprescindibile dell'evangelizzazione distingue queste comunità dalle correnti ipercalviniste che assumono che la dottrina della predestinazione giustifichi un atteggiamento sostanzialmente passivo sul fronte della testimonianza evangelica.

## Chiese aderenti
Attualmente fanno parte della comunione undici Chiese presenti nelle province di:
- Caltanissetta
- Chieti
- Ferrara
- Milano
- Modena
- Monte di Procida
- Padova
- Roma
- Rovereto
- Trento
- Vicenza

Oltre alle chiese sopraelencate ci sono altre Chiese indipendenti che aderiscono ai principi del battismo riformato all'interno delle Assemblee dei fratelli. Ci sono inoltre un crescente numero di comunità indipendenti che, pur non aderendo ad una associazione di Chiese, si definiscono o hanno assunto posizioni teologiche "riformate battiste". In particolare nelle seguenti città: Agrigento (2), Caltanissetta, Bologna (3), Foggia, Mantova (2), Modena, Pescara, Reggio Emilia, Roma, Salerno, Teramo, Torino.

## Famosi riformati battisti in Italia e nel mondo
Personaggi di spicco del movimento in Italia e nel mondo:
- John Bunyan, poeta e attivista puritano del XVII secolo autore de Il pellegrinaggio del cristiano.
- William Carey, orientalista e missionario in India e "padre del movimento missionario moderno".
- Roger Williams, teologo e fondatore dello Stato del Rhode Island, teorizzò per primo negli Stati Uniti il concetto di separazione tra Chiesa e Stato.
- Charles Spurgeon, filantropo e pastore del XIX sec. chiamato il "principe dei predicatori".
- Henri Blocher, teologo e presidente della Federazione europea dei teologi evangelici (FEET)
- Fred Catherwood, vicepresidente del Parlamento europeo (1989-1992) e già Presidente dell'Alleanza evangelica inglese.
- Peter Williams, direttore della Tyndale House di Cambridge
- John Piper, pastore della Bethlehem Baptist Church famoso per il libro Desiderare Dio.
- Pietro Bolognesi, teologo e fondatore dell'Istituto di formazione evangelica e documentazione (IFED) e della rivista Studi di teologia.
- Leonardo De Chirico, direttore del Centro studi di etica e bioetica (CSEB) e vicepresidente dell'Alleanza evangelica italiana.
- Andrea Artioli, direttore della casa editrice Coram Deo.
- Nazareno Ulfo, direttore della casa editrice Alfa e Omega.